# 后湖大道站
后湖大道站位于中华人民共和国湖北省武汉市江岸区，是武汉地铁3号线和阳逻线的地铁换乘站。

## 车站结构
3号线车站位于建设大道及后湖大道交叉路口，沿建设大道设站；阳逻线车站位于后湖大道与建设大道交叉口东侧，沿后湖大道东西方向布设，车站为地下三层岛式车站，两线站厅直通。

### 车站结构
| 地面      |                                      | 地铁出入口                                                            |  |
| 地下 一层 | 站厅层                               | 站厅、售票机、客服中心、武汉通充值、洗手间 可通往汉口城市广场购物中心 |  |
| 地下 二层 |                                      | █ 3号线列车往沌阳大道（兴业路站）                                     |  |
| 地下 二层 | 岛式站台，左边车门将会开启           |                                                                       |  |
| 地下 二层 | █ 3号线列車往宏图大道（市民之家站）  |                                                                       |  |
| 地下 三层 |                                      | █ 阳逻线备用站台（暂不开放）                                          |  |
| 地下 三层 | 岛式月台，左边车门将会开启           |                                                                       |  |
| 地下 三层 | █ 阳逻线列车往金台（百步亭花园路站） |                                                                       |  |

### 车站出口
|                                                 |                                                     | |
|                                                 |                                                     | |
| 出口编号                                        | 设施                                                | 建议前往的目的地                                                                                            |
| A                                               |                                                     | 建设大道 后湖大道、后湖南路、海赋江城·天韵                                                                  |
| B                                               |                                                     | 建设大道 后湖大道、新益街、汉口城市广场A区                                                                  |
| C₁                                              |                                                     | 后湖大道 一土外国语幼稚园、花桥国际幼儿园、中国工商银行、华夏银行、汉口银行、中国电信、艳阳天酒店、同安家园 |
| C₂                                              | 建设大道 后湖大道、中国建设银行、招商银行、同安家园 | |
| D                                               |                                                     | 后湖大道 后湖南路、同鑫花园                                                                                 |
| E                                               |                                                     | 后湖大道 怡和路、惠康居                                                                                     |
| F                                               |                                                     | 后湖大道 怡和路                                                                                             |
| G                                               |                                                     | 后湖大道 汉口城市广场B区                                                                                    |
| H                                               |                                                     | 后湖大道 汉口城市广场A区                                                                                    |
| J                                               |                                                     | 后湖大道 怡康路、长投景城汉口年华                                                                           |
| K                                               |                                                     | 后湖大道 怡康路、长投景城汉口年华、海赋江城                                                                 |
| L                                               |                                                     | 后湖大道 怡康路、汉口城市广场C区、汉口城市广场D区、汉口城市广场E区                                          |
| N                                               |                                                     | 后湖大道 汉口城市广场B区、汉口城市广场C区                                                                   |
| 注： 设有升降机 \| 设有轮椅升降台 \| 设有洗手间 |                                                     | |

### 内部链接
- 武汉地铁车站列表